# Ministerio de Consumo
El Ministerio de Consumo (MIC) fue un departamento del Gobierno de España que entre 2020 y 2023 gestionó las competencias de este en materia de consumo, protección de los consumidores y actividades de juego de ámbito estatal.
El departamento tuvo su sede en la Casa Sindical de Madrid, sede tradicional de las competencias relativas a los derechos del consumidor que siempre han estado ligadas al Ministerio de Sanidad.
Su único titular fue Alberto Garzón, diputado nacional entre 2016 y 2023 y líder de Izquierda Unida en el mismo periodo.

## Historia
El Ministerio de Consumo fue uno de los tres departamentos ministeriales de nueva creación previstos en la reforma gubernamental llevada a cabo por el presidente del Gobierno, Pedro Sánchez, en enero de 2020, tras alcanzar un acuerdo de coalición para gobernar junto a Unidas Podemos y sus confluencias.
Con esta reforma, el presidente separó las competencias relativas a los derechos de los consumidores del Ministerio de Sanidad, Consumo y Bienestar Social, y las competencias sobre regulación del juego del Ministerio de Hacienda. Para llevar a cabo sus funciones, el jefe del Ejecutivo dotó al departamento de una Secretaría General de Consumo y Juego con dos direcciones generales para cada ámbito de actuación y le adscribió la Agencia Española de Seguridad Alimentaria y Nutrición.
En 2022 las Cortes Generales aprobaron la ley impulsada por este ministerio que tenía como objetivo garantizar mayor protección a aquellos consumidores que, por diversas circunstancias, se encuentren en una mayor situación de vulnerabilidad —el llamado, consumidor vulnerable—, así como obligar a un etiquetado de fácil comprensión y que no lleve a confusiones, así como en lenguaje braille para las personas ciegas.
En noviembre de 2023, Pedro Sánchez suprimió el departamento, integrando sus competencias en el Ministerio de Derechos Sociales y Agenda 2030, que pasó a denominarse Ministerio de Derechos Sociales, Consumo y Agenda 2030.

## Estructura

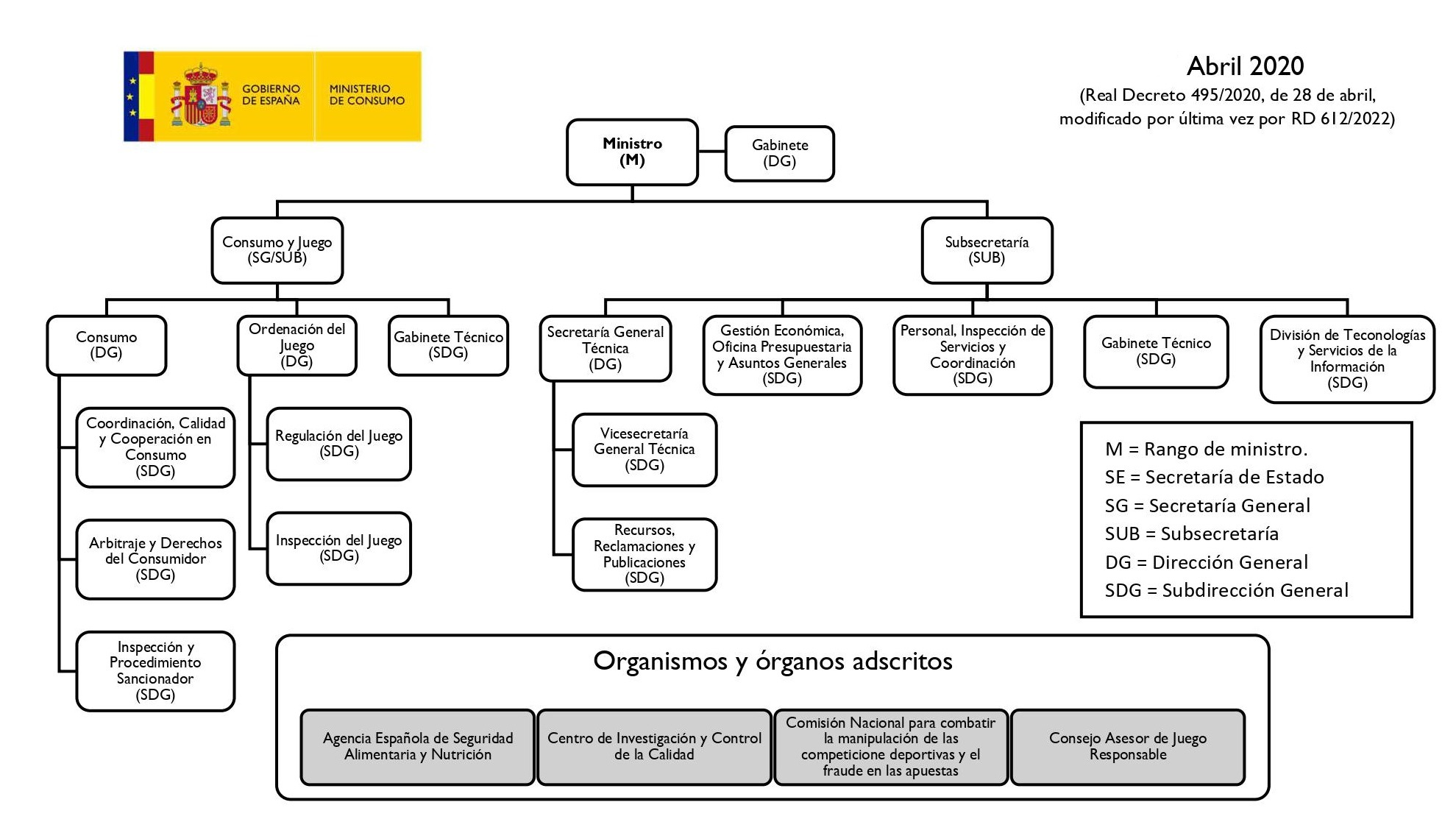
Organigrama del Ministerio (hasta subdirección general). Abril de 2020.

El Ministerio se compuso de los siguientes órganos:
- La Secretaría General de Consumo y Juego, con rango de Subsecretaría.
  - La Dirección General de Consumo (DGC).
    - La Subdirección General de Coordinación, Calidad y Cooperación en Consumo.
    - La Subdirección General de Arbitraje y Derechos del Consumidor.
    - La Subdirección General de Inspección y Procedimiento Sancionador.

  - La Dirección General de Ordenación del Juego (DGOJ).
    - La Subdirección General de Regulación del Juego.
    - La Subdirección General de Inspección del Juego.

  - El Gabinete Técnico, con nivel de Subdirección General.
- La Subsecretaría de Consumo.
  - La Secretaría General Técnica.
    - La Vicesecretaría General Técnica.
    - La Subdirección General de Recursos, Reclamaciones y Publicaciones.

  - La Subdirección General de Gestión Económica, Oficina Presupuestaria y Asuntos Generales.
  - La Subdirección General de Personal, Inspección de Servicios y Coordinación.
  - El Gabinete Técnico, con nivel de Subdirección General.
  - La División de Tecnologías y Servicios de la Información.

### Adscripciones
- Agencia Española de Seguridad Alimentaria y Nutrición (AESAN).

## Titulares
Mientras existió, únicamente hubo un titular, Alberto Garzón, diputado nacional por Málaga y líder de Izquierda Unida.
| Imagen | Nombre                   | Mandato             | Mandato                 | Mandato           | Partido | Partido         | Presidente del Gobierno | Presidente del Gobierno       | Monarca                   | Ref.         |
| Imagen | Nombre                   | Nombramiento        | Cese                    | Duración          | Partido | Partido         | Presidente del Gobierno | Presidente del Gobierno       | Monarca                   | Ref.         |
| ------ | ------------------------ | ------------------- | ----------------------- | ----------------- | ------- | --------------- | ----------------------- | ----------------------------- | ------------------------- | ------------ |
|        | Alberto Garzón (n. 1985) | 13 de enero de 2020 | 21 de noviembre de 2023 | 3 años y 312 días |         | Izquierda Unida |                         | Pedro Sánchez (2018-presente) | Felipe VI (2014-presente) | [ 9 ] [ 10 ] |

## Presupuesto
Para su último ejercicio fiscal, 2023, el Departamento de Consumo tuvo un presupuesto consolidado de 70,8 millones de euros, siendo el Ministerio con menor presupuesto del Gobierno.
De los ocho programas que tenía la Sección 31 (Ministerio de Consumo) del presupuesto, destacan los programas 313C «Seguridad alimentaria y nutrición», dotado con casi 20 millones de euros y destinado a sufragar los gastos de la Agencia Española de Seguridad Alimentaria y Nutrición y 492O «Protección y promoción de los derechos de los consumidores y usuarios », con 17,6 millones, para las competencias sobre consumidores. Asimismo, otros dos programas superaron los 10 millones, el 496M (12,4 millones) y el 498M (15,6 millones), destinados a los gatos de regulación del juego y a los servicios generales del Departamento, respectivamente.

### Evolución
| Gasto consolidado del Ministerio de Consumo entre 2020 y 2023 (en millones de euros) |
|                                                                                      |
| Fuente: Presupuestos Generales del Estado. Ministerio de Hacienda.                   |

### Auditoría
Las cuentas del Ministerio, así como de sus organismos adscritos, eran auditadas de forma interna por la Intervención General de la Administración del Estado (IGAE), a través de una Intervención Delegada en el propio Departamento. De forma externa, era el Tribunal de Cuentas el responsable de auditar el gasto.